# Boiry-Saint-Martin
Boiry-Saint-Martin är en kommun i departementet Pas-de-Calais i regionen Hauts-de-France i norra Frankrike. Kommunen ligger i kantonen Beaumetz-lès-Loges som tillhör arrondissementet Arras. År 2022 hade Boiry-Saint-Martin 258 invånare.

## Befolkningsutveckling
Antalet invånare i kommunen Boiry-Saint-Martin
| Referens: INSEE |